# 1989-es futsal-világbajnokság
Az 1989-es futsal-világbajnokságot Hollandiában rendezték meg, a tornát a Brazil futsalválogatott nyerte meg. A bajnokság gólkirálya a 7 gólos Zsadányi László lett. Ez volt a világon az először megrendezett futsal világbajnokság.

## Első forduló

### A csoport
| Csapat    | Mérk | GY | D | V | RG | KG | GA  | P |
| --------- | ---- | -- | - | - | -- | -- | --- | - |
| Hollandia | 3    | 2  | 1 | 0 | 10 | 5  | +5  | 5 |
| Paraguay  | 3    | 1  | 2 | 0 | 9  | 4  | +5  | 4 |
| Dánia     | 3    | 1  | 1 | 1 | 12 | 10 | +2  | 3 |
| Algéria   | 3    | 0  | 0 | 3 | 5  | 17 | -12 | 0 |

| 1989. január 5. 20:15 |

| Hollandia                                  | 4–2               | Dánia                                 |
| ------------------------------------------ | ----------------- | ------------------------------------- |
| Faber 13' 34' Tielens 40+3' Hermans 40+10' | (1–0) Jegyzőkönyv | Olsen 29' Joergensen 40+2' (11-esből) |

| Rotterdam Ahoy, Rotterdam Nézőszám: 6 000 |

| 1989. január 5. 21:30 |

| Paraguay                                           | 5–0               | Algéria |
| -------------------------------------------------- | ----------------- | ------- |
| Alcaraz 9' 20+4' Sanchez 12' 40+1' Ruiz-Diaz 20+3' | (4–0) Jegyzőkönyv |         |

| Rotterdam Ahoy, Rotterdam Nézőszám: 6 000 |

| 1989. január 7. 19:30 |

| Dánia                      | 2–2               | Paraguay                |
| -------------------------- | ----------------- | ----------------------- |
| Olsen 31' B. Laudrup 40+3' | (0–1) Jegyzőkönyv | Jara 20+5' Espineda 33' |

| Sporthallen Zuid, Amszterdam Nézőszám: 2 000 |

| 1989. január 7. 21:00 |

| Hollandia                                 | 4–1               | Algéria        |
| ----------------------------------------- | ----------------- | -------------- |
| Foree 3' Seintner 18' Loosveld 21' 40+10' | (3–1) Jegyzőkönyv | Dahnoune 20+5' |

| Sporthallen Zuid, Amszterdam Nézőszám: 2 000 |

| 1989. január 8. 14:30 |

| Hollandia                | 2–2               | Paraguay            |
| ------------------------ | ----------------- | ------------------- |
| Seintner 17' Faber 40+4' | (1–1) Jegyzőkönyv | Sanchez 6' Jara 31' |

| Rijnhal, Arnhem Nézőszám: 4 000 |

| 1989. január 8. 14:30 |

| Dánia                                                                                          | 8–4               | Algéria                               |
| ---------------------------------------------------------------------------------------------- | ----------------- | ------------------------------------- |
| B. Laudrup 21' 40+8' 40+9' Joergensen 20+3' Johansen 33' Olsen 34' 40+7' Moeller Nielsen 40+5' | (2–1) Jegyzőkönyv | Lounici 20+2' 36' 40+10' Belloumi 35' |

| Sporthallen Zuid, Amszterdam Nézőszám: 1 500 |

### B csoport
| Csapat        | Mérk | GY | D | V | RG | KG | GA  | P |
| ------------- | ---- | -- | - | - | -- | -- | --- | - |
| Brazília      | 3    | 2  | 0 | 1 | 14 | 4  | +5  | 4 |
| Magyarország  | 3    | 2  | 0 | 1 | 17 | 9  | +5  | 4 |
| Spanyolország | 3    | 2  | 0 | 1 | 14 | 9  | +2  | 4 |
| Szaúd-Arábia  | 3    | 0  | 0 | 3 | 4  | 27 | -12 | 0 |

| Magyarország | 3 - 2  | Brazília      |
| Szaúd-Arábia | 2 - 8  | Spanyolország |
| Brazília     | 8 - 0  | Szaúd-Arábia  |
| Magyarország | 3 - 5  | Spanyolország |
| Magyarország | 11 - 2 | Szaúd-Arábia  |
| Brazília     | 4 - 1  | Spanyolország |

### C csoport
| Csapat    | Mérk | GY | D | V | RG | KG | GA | P |
| --------- | ---- | -- | - | - | -- | -- | -- | - |
| Belgium   | 3    | 3  | 0 | 0 | 8  | 1  | +7 | 6 |
| Argentína | 3    | 2  | 0 | 1 | 6  | 5  | +1 | 4 |
| Kanada    | 3    | 1  | 0 | 2 | 7  | 7  | 0  | 2 |
| Japán     | 3    | 0  | 0 | 3 | 3  | 11 | -8 | 0 |

| Japán   | 0 - 3 | Belgium   |
| Kanada  | 1 - 3 | Argentína |
| Belgium | 2 - 0 | Kanada    |
| Japán   | 1 - 2 | Argentína |
| Japán   | 2 - 6 | Kanada    |
| Belgium | 3 - 1 | Argentína |

### D csoport
| Csapat      | Mérk | GY | D | V | RG | KG | GA  | P |
| ----------- | ---- | -- | - | - | -- | -- | --- | - |
| USA         | 3    | 2  | 1 | 0 | 10 | 3  | +7  | 5 |
| Olaszország | 3    | 2  | 0 | 1 | 12 | 6  | +6  | 4 |
| Ausztrália  | 3    | 1  | 1 | 1 | 6  | 8  | -2  | 3 |
| Zimbabwe    | 3    | 0  | 0 | 3 | 3  | 14 | -11 | 0 |

| Olaszország | 5 - 1 | Zimbabwe   |
| USA         | 1 - 1 | Ausztrália |
| Zimbabwe    | 1 - 5 | USA        |
| Olaszország | 6 - 1 | Ausztrália |
| Olaszország | 1 - 4 | USA        |
| Zimbabwe    | 1 - 4 | Ausztrália |

## Második forduló

### A csoport
| Csapat       | Mérk | GY | D | V | RG | KG | GA | P |
| ------------ | ---- | -- | - | - | -- | -- | -- | - |
| Belgium      | 3    | 2  | 1 | 0 | 9  | 4  | +5 | 5 |
| Hollandia    | 3    | 1  | 1 | 1 | 8  | 6  | +2 | 3 |
| Magyarország | 3    | 0  | 2 | 1 | 6  | 8  | -2 | 2 |
| Olaszország  | 3    | 1  | 0 | 2 | 5  | 10 | -5 | 2 |

| Hollandia    | 3 - 3 | Magyarország |
| Belgium      | 5 - 1 | Olaszország  |
| Magyarország | 2 - 2 | Belgium      |
| Hollandia    | 4 - 1 | Olaszország  |
| Magyarország | 1 - 3 | Olaszország  |
| Hollandia    | 1 - 2 | Belgium      |

### B csoport
| Csapat    | Mérk | GY | D | V | RG | KG | GA | P |
| --------- | ---- | -- | - | - | -- | -- | -- | - |
| USA       | 3    | 3  | 0 | 0 | 10 | 4  | +6 | 6 |
| Brazília  | 3    | 2  | 0 | 1 | 14 | 9  | +6 | 4 |
| Paraguay  | 3    | 1  | 0 | 2 | 5  | 10 | -5 | 2 |
| Argentína | 3    | 0  | 0 | 3 | 7  | 13 | -6 | 0 |

| Brazília | 5 - 1 | Paraguay  |
| USA      | 3 - 1 | Argentína |
| Paraguay | 0 - 2 | USA       |
| Brazília | 6 - 3 | Argentína |
| Brazília | 3 - 5 | USA       |
| Paraguay | 4 - 3 | Argentína |

## Egyenes kieséses szakasz

### Elődöntők
| 1989. január 14. 19:45 |

| Belgium                        | 3–3 (h. u.) | Brazília                         |
| ------------------------------ | ----------- | -------------------------------- |
| Reul 16' Schreurs 54' Maes 57' |             | Raul 41' Cadinho 53' Benatti 56' |

| Rotterdam Ahoy, Rotterdam Nézőszám: 2 500 Játékvezető: Molnár László (magyar) |

- Brazília nyert 5-3-ra tizenegyesekkel.

| 1989. január 14. 21:00 |

| USA         | 1–2 | Hollandia       |
| ----------- | --- | --------------- |
| Gabarra 33' |     | Hermans 23' 26' |

| Rotterdam Ahoy, Rotterdam Nézőszám: 2 500 Játékvezető: Emilio Soriano Aladrén (spanyol) |

### Bronzmérkőzés
| 1989. január 15. 14:00 |

| Belgium      | 2–3 (h. u.) | USA                            |
| ------------ | ----------- | ------------------------------ |
| Maes 15' 25' |             | Vermes 8' 59' Windischmann 43' |

| Rotterdam Ahoy, Rotterdam Nézőszám: 3000 Játékvezető: Hernan Silva Arce (chile) |

### Döntő
| 1989. január 15. 15:30 |

| Brazília             | 2–1 | Hollandia    |
| -------------------- | --- | ------------ |
| Benatti 10' Raul 46' |     | Loosveld 43' |

| Rotterdam Ahoy, Rotterdam Nézőszám: 4 200 Játékvezető: William Crombie (skót) |

## Győztes
| Az 1989-es futsal-világbajnokság győztese |
| ----------------------------------------- |
| BRAZÍLIA 1. cím                           |